# Christian Møller
Christian Møller (22. prosince 1904 – 14. ledna 1980) byl dánský chemik a fyzik, který učinil zásadní příspěvky k teorii relativity, teorii gravitace a kvantové chemii. Nejznámější je díky Møllerově–Plessetově poruchové teorii.

## Knihy
- The world and the atom, London, 1940.[3]
- The theory of relativity, Clarendon Press, Oxford, 1972.
- A study in gravitational collapse, Kobenhavn : Munksgaard, 1975.
- On the crisis in the theory of gravitation and a possible solution, Kobenhavn : Munksgaard, 1978. Archivováno 18. 12. 2014 na Wayback Machine.
- Evidence for gravitational theories (ed.), Academic Press, 1963.
- Interview with Dr. Christian Moller by Thomas S. Kuhn at Copenhagen July 29, 1963  Archivováno 12. 1. 2015 na Wayback Machine. Oral History Transcript — Dr. Christian Moller